# José Sanjurjo
José Sanjurjo y Sacanell (født 28. marts 1872, død 20. juli 1936), markis af Rif, var general i den spanske hær og var en af de ledende sammensvorne i den militære opstand, som ledte til den spanske borgerkrig.